# Rivière Kenning
Pour les articles homonymes, voir Kenning (homonymie).
La rivière Kenning (en anglais : Kenning River) est un cours d'eau du Nord-Est de l'Ontario au Canada. Elle est un affluent de la rivière Case.